# Sonny Greenwich
Sonny Greenwich (* 1. ledna 1936) je kanadský jazzový kytarista. Zpočátku hrál v Kanadě, avšak roku 1965 vystupoval také v New Yorku po boku Charlese Lloyda. V roce 1968 vedl v klubu Village Vanguard vlastní kvartet, v němž hráli klavírista Teddy Saunders, kontrabasista Jimmy Garrison a bubeník Jack DeJohnette. Během své kariéry spolupracoval s mnoha dalšími hudebníky, mezi něž patří například Kenny Wheeler, Paul Bley a John Handy. V roce 2006 mu byl udělen Řád Kanady.